# ماسون كوكس
ماسون كوكس (بالإنجليزية: Mason Cox)‏ هو لاعب كرة قدم أسترالية أمريكي، ولد في 14 مارس 1991 في هايلاند فيلدج في الولايات المتحدة.

## وصلات خارجية
- ماسون كوكس على موقع كلية كرة السلة في سبورتس رفرنس.كوم (الإنجليزية)
- ماسون كوكس على موقع AustralianFootball.com (الإنجليزية)
- ماسون كوكس على موقع AFLtables.com (الإنجليزية)